# Hugo Erfurt

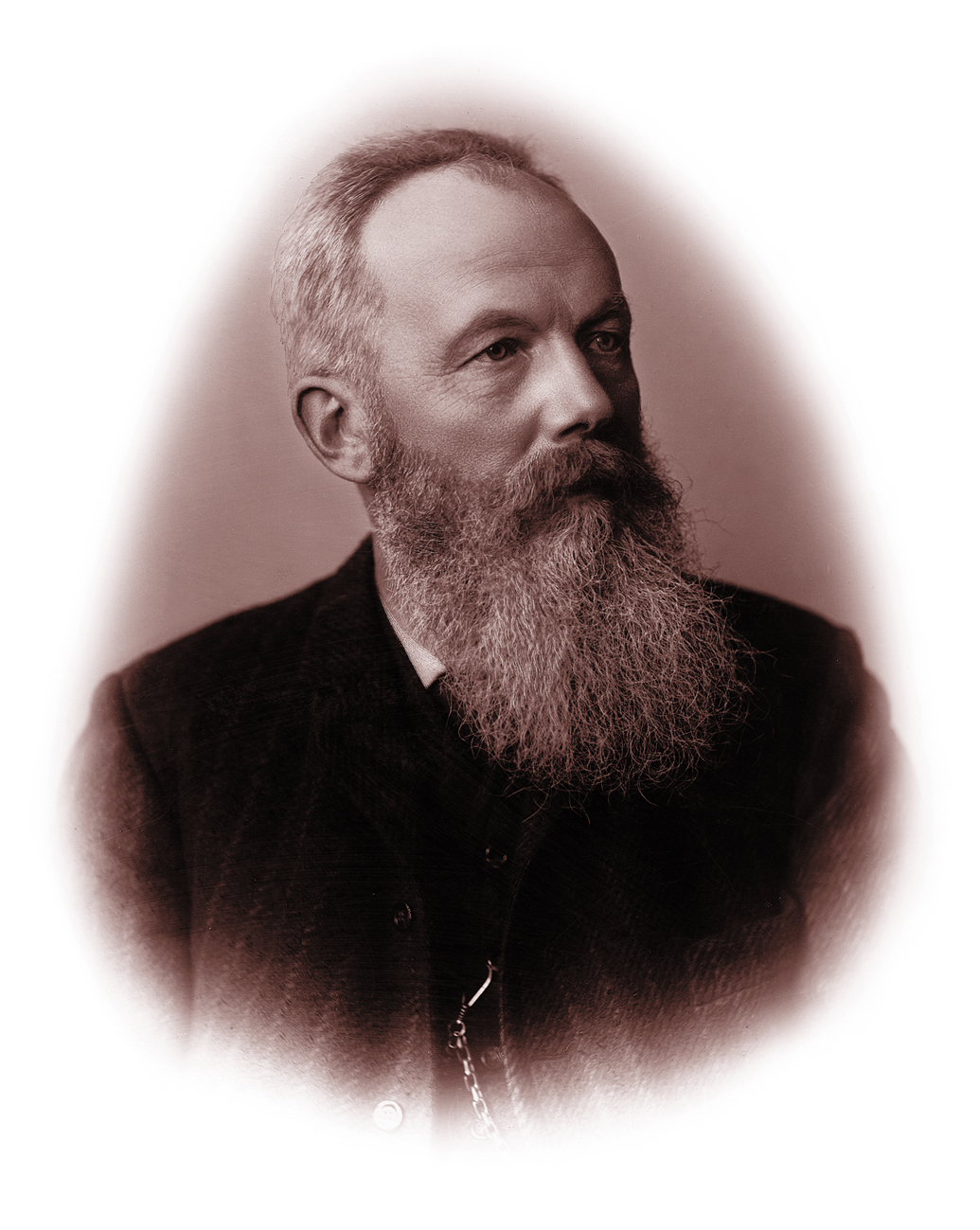
Hugo Erfurt

Heinrich Wilhelm Hugo Erfurt (* 13. Februar 1834 in Schwelm; † 4. März 1922 in Dahlhausen bei Beyenburg) war ein deutscher Unternehmer und Erfinder der Raufasertapete.

## Leben
Er war der Sohn des Papiermachers Heinrich Erfurt (1803–1856) und seiner Frau Auguste Braselmann (1801–1871). Vater Heinrich hatte sich mit Großvater Friedrich Erfurt (1768–1837) vom Papiermacherlehrling zum Besitzer einer leistungsfähigen Papiermühle emporgearbeitet und im Jahr 1827 die Konzession zur Anlage der Papierfabrik Friedrich Erfurt & Sohn erhalten. Im Jahr 1844 ließ sein Vater eine der weltweit ersten Papiermaschinen aufstellen, womit die Produktion erheblich gesteigert werden konnte. Nach dem Tod des Vaters (1856) übernahm seine Mutter Auguste die Leitung für die folgenden 13 Jahre, bis sie die Nachfolge an die dritte Unternehmensgeneration, ihre beiden Söhne Heinrich und Hugo, übertrug. In dieser Zeit verlagerte sich die Fabrikation  auf die Fertigung von Rohpapieren für die Tapetenherstellung. Ab 1859 war für knapp 20 Jahre die Kölner Tapetenfabrik Flamersheim & Steinmann ein Großabnehmer.
Im Jahr 1864 stellte der experimentierfreudige Hugo Erfurt, eigentlich ein gelernter Apotheker, ein Papier zur Schaufenstergestaltung und als Basis für Leimdrucktapeten her. Dieses Produkt, um 1885 Ingrain- oder Holzfaser-Tapete genannt, gilt als der Vorläufer der Rauhfaser und wurde ab 1918 unter diesem Namen  bekannt. Der eigentliche Boom der überstreichbaren Wandbekleidung startete schließlich in der Bauhauszeit der 1920er Jahre. Der heutige Markenname „Erfurt-Rauhfaser“ ist aus dem Namen von Hugo Erfurt abgeleitet.
Am 15. Dezember 1861 heiratete Erfurt in seinem Heimatort Schwelm seine Verwandte (Cousine?) Catharina Maria Auguste Hager, die Tochter von Eduard Hager und Amalie Braselmann. Ihre Söhne Hugo (1863–1937) und Heinrich Erfurt (1868–1945) übernahmen im Jahr 1893 die Papierfabrik in vierter Generation und weiteten das Geschäft bis nach Nordamerika aus. Unterbrochen durch den Ersten Weltkrieg, lief die Produktion im Jahr 1918 wieder an. Kurzzeitig wurde auch Papier für Notgeld hergestellt.
In Wuppertal wurde die Hugo-Erfurt-Straße nach Erfurt benannt.